# 貝肯斯坦上限

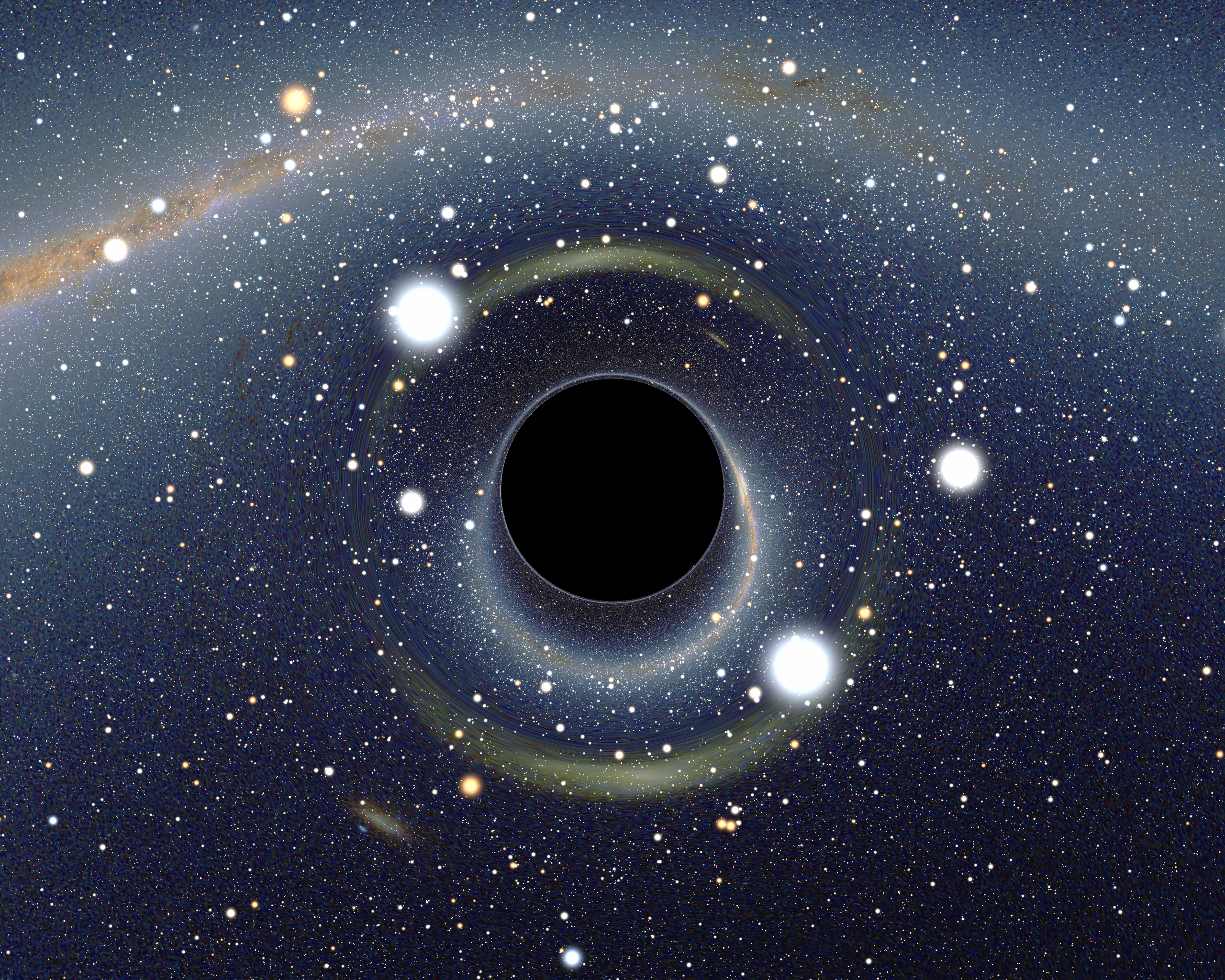
大麥哲倫雲面前的黑洞（中心）的模擬視圖

在物理學中，貝肯斯坦上限（英語：Bekenstein bound）是在一有限能量之有限空間內熵{\displaystyle S}或資訊{\displaystyle I}的上限。反過來說，該上限是要精確描述一物理系統至量子層級的最大需要資訊量。這表示若要精確描述一個佔有有限空間之有限能量物理系統，只需要有限的資訊量。

## 緣起
貝肯斯坦從涉及黑洞的啟發式觀點導出此上限式。如果存在系統違反此不等式，也就是有太多的熵，則貝肯斯坦認為這將違反熱力學第二定律。1995年，泰德·雅各布森證明了爱因斯坦场方程可以藉由假設貝肯斯坦上限和熱力學定律的真實性而導出。然而，雖然一些理論已經表明某種形式的上限必須存在，以使熱力學和廣義相對論相互一致，但該上限的確切表述一直是人們爭論的一個問題。

## 表示式

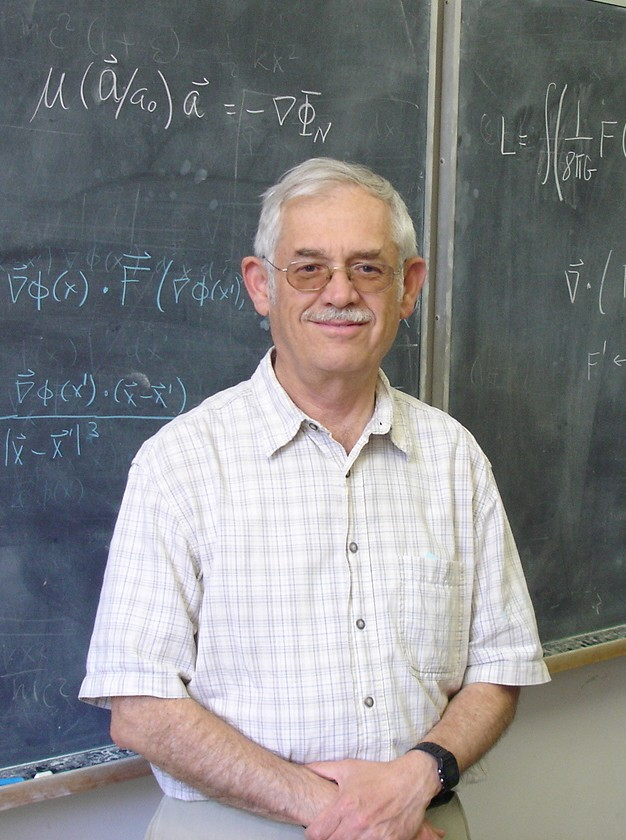
雅各布·貝肯斯坦

此上限的普遍形式由雅各布·貝肯斯坦首次提出，以不等式表示之。以熵表示之該不等式為：
{\displaystyle S\leq {\frac {2\pi kRE}{\hbar c}}}
其中{\displaystyle S}是熵、{\displaystyle k}是波茲曼常數、{\displaystyle R}是包圍整個系統的球殼半徑、{\displaystyle E}是包含任何靜止的總質能、{\displaystyle \hbar }是約化普朗克常數、{\displaystyle c}則是真空中的光速。然而，雖然重力在此效應中扮演著很重要的角色，但該不等式中並未出現万有引力常数{\displaystyle G}。
若以二进制信息表示之，則該不等式為：
{\displaystyle I\leq {\frac {2\pi RE}{\hbar c\ln 2}}}
其中{\displaystyle I}是資訊含量，以位元數表示球殼中所含有的量子態。而式中ln2項則來自定義資訊量為量子狀態數目的自然對數值。若使用質能等價定理，該資訊上限式可表示為：
{\displaystyle I\leq {\frac {2\pi cRm}{\hbar \ln 2}}\approx 2.577\times 10^{43}mR}
其中{\displaystyle m}是系統質量，以公斤表示，而半徑{\displaystyle R}則以公尺作為其單位。

## 貝肯斯坦-霍金方程
1972年，史蒂芬·霍金证明了黑洞视界的表面积永不会减少，两个黑洞合并后的黑洞面积不会小于原先两个黑洞面积之和。与此同时，雅各布·貝肯斯坦運用此理论提出了黑洞熵的概念。為了符合熱力學第二定律，黑洞必須擁有熵。如果黑洞沒有熵，則可以藉由將物質丟入黑洞中來違反熱力學第二定律。黑洞熵的增加必須超過被吞入物質所減少的熵。贝肯斯坦認為，黑洞的表面积与它的熵含量成正比，从而使其不违反热力学第二定律。贝肯斯坦在他的论文中指出：
|                                                                | 黑洞物理学和热力学之间存在有很多相似之处，其中最显著的是黑洞表面积和熵的行为的相似性：这两个量都是不可逆地增加的。 |
| ——雅各布·贝肯斯坦：《黑洞和熵》Phys. Rev. D 7:2333-2346 (1973) | |

貝肯斯坦認為，黑洞表面积與其熵含量的正比係數接近{\displaystyle {\frac {{\frac {1}{2}}\cdot \ln {2}}{4\pi }}}。1974年，霍金提出了霍金輻射，並運用能量、溫度與熵之間的熱力學關係證實了贝肯斯坦的猜想，同時修正其正比係數為{\displaystyle {\frac {1}{4}}}：
{\displaystyle S_{\text{BH}}={\frac {kA}{4\ell _{\mathrm {P} }^{2}}}}
其中{\displaystyle A}是黑洞视界的表面積，利用{\displaystyle 4\pi R^{2}}求得。{\displaystyle k}是波茲曼常數，{\displaystyle \ell _{\mathrm {P} }={\sqrt {G\hbar /c^{3}}}}則是普朗克長度。此公式經常被稱為「貝肯斯坦-霍金方程」（Bekenstein–Hawking formula），其中下標BH可指黑洞（black hole）或貝肯斯坦-霍金（Bekenstein-Hawking）的首字母縮寫。使用貝肯斯坦上限求得之最大熵含量正好等於由此方程求得之黑洞熵，此結果促成了全像原理的發展。

## 外部連結
- Jacob D. Bekenstein, "Bekenstein bound" （页面存档备份，存于） , Scholarpedia, Vol. 3, No. 10 (2008), p. 7374, doi:10.4249/scholarpedia.7374.
- Jacob D. Bekenstein, "Bekenstein-Hawking entropy" （页面存档备份，存于） , Scholarpedia, Vol. 3, No. 10 (2008), p. 7375, doi:10.4249/scholarpedia.7375.
- Jacob D. Bekenstein's website （页面存档备份，存于）  at the Racah Institute of Physics, Hebrew University of Jerusalem, which contains a number of articles on the Bekenstein bound.